# Tour de France de 1982
O Tour de France 1982 foi a 69º Volta a França, teve início no dia 2 de Julho e concluiu-se em 25 de Julho de 1982. A corrida foi composta por 22 etapas, no total mais de 3507 km, foram percorridos com uma média de 38,059 km/h.

## Resultados

### General classification
| Pos | Nome                | País          | Equipa | Tempo       |
| --- | ------------------- | ------------- | ------ | ----------- |
| 1   | Bernard Hinault     | França        |        | 92h 08' 46" |
| 2   | Joop Zoetemelk      | Países Baixos |        | 6' 21"      |
| 3   | Johan Van der Velde | Países Baixos |        | 8' 59"      |
| 4   | Peter Winnen        | Países Baixos |        | 9' 24"      |
| 5   | Phil Anderson       | Austrália     |        | 12' 16"     |
| 6   | Beat Breu           | Suíça         |        | 13' 21"     |
| 7   | Daniel Willems      | Bélgica       |        | 15' 33"     |
| 8   | Raymond Martin      | França        |        | 15' 35"     |
| 9   | Hennie Kuiper       | Países Baixos |        | 17' 01"     |
| 10  | Alberto Fernandez   | Espanha       |        | 17' 19"     |